# Albert P. Morano
Albert Paul Morano (* 18. Januar 1908 in Paterson, New Jersey; † 16. Dezember 1987 in Greenwich, Connecticut) war ein US-amerikanischer Politiker. Zwischen 1951 und 1959 vertrat er den Bundesstaat Connecticut im US-Repräsentantenhaus.

## Werdegang
Bereits im Jahr 1912 kam Albert Morano mit seinen Eltern nach Greenwich in Connecticut. Dort besuchte er die öffentlichen Schulen. Zwischen 1933 und 1935 war er Mitglied der Steuerkommission dieser Stadt. Zwischen 1939 und 1940 fungierte Morano als Assistent des Kongressabgeordneten Albert E. Austin. Seit 1942 war er in Greenwich auch im Immobilien- und Versicherungswesen tätig. Von 1943 bis 1947 gehörte er dem Mitarbeiterstab der Kongressabgeordneten Clare Boothe Luce an. Danach war Morano von 1947 bis 1950 Beauftragter für die Arbeitslosenversicherung in Connecticut (Unemployment Compensation Commissioner).
Politisch war Morano Mitglied der Republikanischen Partei. Bei den Kongresswahlen des Jahres 1950 wurde er im vierten Wahlbezirk von Connecticut in das US-Repräsentantenhaus in Washington, D.C. gewählt, wo er am 3. Januar 1951 die Nachfolge von John Davis Lodge antrat. Nach drei Wiederwahlen konnte er bis zum 3. Januar 1959 vier Legislaturperioden im Kongress absolvieren. In diese Zeit fiel unter anderem der Koreakrieg. Bei den Wahlen des Jahres 1958 unterlag er dem Demokraten Donald Jay Irwin.
Nach dem Ende seiner Zeit im US-Repräsentantenhaus war Morano zwischen 1963 und 1969 Mitarbeiter im Stab von US-Senator Thomas J. Dodd. Danach zog er sich aus der Politik zurück und widmete sich seinen privaten Geschäften. Albert Morano starb am 16. Dezember 1987 in seinem Wohnort Greenwich und wurde dort auch beigesetzt.